# Mirosław Kowalczyk (artysta)
Mirosław Kowalczyk (ur. 1968 w Warszawie) – polski artysta multimedialny, plastyk i kompozytor sceny alternatywnej.
Uzyskał dyplom Akademii Sztuk Pięknych w Warszawie na wydziale malarstwa. W 2001 r. założył zespół teatralny Made Inc.
Jest autorem kilkudziesięciu projektów prezentowanych m.in. w: Appendix, Centrum Sztuki Współczesnej, Sculpture Artists Gallery, Galerii Fundacji Kultury Polskiej "Most", Yamanushi Gallery, Galerii Laboratorium, Kuchnia. Rossa-Rossa Gallery.
Brał również udział w festiwalach i przeglądach: Międzynarodowy Festiwal Sztuki Akcji Rozdroże, Festiwal Tanec Praha, Springdance Festival w Utrechcie, Dance Zone 2002 Praga, The Art of Central Europe Kopenhaga oraz Baltic Festival w Wilnie, Théatre du Manège Scène Nationale de Maubeuge Francja.
Znane prace:
- "Plik 01" (spektakl na zamknięcie szczytu rokowań z Unią Europejską w Kopenhadze) - za pomocą komputera widownia mogła z "menu" zaproponowanych elementów tańca, muzyki i wideo konstruować na żywo własny spektakl
- "Kino ulicy" (Międzynarodowy Festiwal Sztuka Ulicy 2003 w Warszawie) - w centrum miasta stanęła ogromna kopia ekranu telewizyjnego obramowująca jezdnię i chodniki, w jego wnętrzu toczyło się codzienne życie miasta "podpisywane" napisami na ciekłokrystalicznym panelu
- "Śnieżynka" (Sezon Polski we Francji 2004) - artysta podczas prezentacji cudzego spektaklu równolegle wystąpił na scenie z własnym przedstawieniem

Jego prace wywodzące się z koncepcji, jakie stworzyli Ilya Prigogine, Helge von Koch i Wacław Sierpiński) opublikowane zostały w książce "Konceptualne refleksje w sztuce polskiej".
Stworzył również wizerunki graficzne wielu znanych marek, reżyserował filmy reklamowe i teledyski gwiazd sceny muzycznej.
W 2006r rozpoczął realizację długoterminowego projektu "Nil"